# 不思議な手品のように
「不思議な手品のように」（ふしぎなてじなのように）とは、新田恵利の楽曲で、通算3枚目のシングル。1986年8月1日発売（発売元はキャニオンレコード）。
おニャン子クラブ在籍時にリリースされた最後のシングル。
作曲・編曲を担当した後藤次利は「新田の声質を活かし、ブレスの少ないメロディにした」と語っている。

## 収録曲
1. 不思議な手品のように（3:26）
  - 作詞：秋元康　作曲・編曲：後藤次利
2. 星の手紙（5:21）
  - 作詞：秋元康　作曲・編曲：佐藤準

## 収録アルバム
オリジナル
- 『E-AREA』（#1※アルバム・バージョン、#2）

ベスト
- 『新田恵利 SINGLES コンプリート』
- 『Myこれ!クション 新田恵利BEST2』
- 『Myこれ!Lite 新田恵利』
- 『スーパーベスト』 (#1)
- 『おニャン子クラブA面コレクション Vol.2』 (#1)
- 『おニャン子クラブB面コレクション Vol.2』 (#2)